# Chichimecatecuhtli
Chichimecatecuhtli (siglo XV - siglo XVI) fue un militar de la República de Tlaxcala durante la conquista española del Imperio Mexica. General de los ejércitos tlaxcaltecas, combatió a Hernán Cortés y su expedición antes de unirse a él como parte de la alianza entre sus pueblos, tras lo que formó parte de su círculo y dirigió el contingente de Tlaxcala durante el sitio de Tenochtitlan. Perteneció a la facción de Ocotelulco.

## Etimología
Chichimecatecuhtli (chichimecatl-tecuhtli), según la versión de Fernando de Alva Ixtlixóchitl, no corresponde al nombre de un personaje histórico específico, sino al título del máximo cargo gubernamental del señorío chichimeca, análogo a otros como acolhua-tecuhtli, colhua-tecuhtli o tepanecatl-tecuhtli. Los cronistas españoles del s.XVI, que transcribieron el término como Chichimecatecle y Chichimecatl, probablemente confundieron el nombre del cargo con el de su titular, por lo que el verdadero nombre del general tlaxcalteca continúa sin identificar.

## Biografía
Era gran señor del estado de Ocotelulco según Cervantes de Salazar, quien además describe su divisa personal como una rueda de plumas verdes con orla dura de argentería de oro y plata.

### Guerra contra Cortés
Díaz del Castillo atribuye a Chichimecatecuhtli y a Xicohténcatl el Joven la comandancia de los 50.000 guerreros tlaxcaltecas que les cerraron el paso a su nación en septiembre de 1519. Le correspondía la propiedad de una quinta parte de las fuerzas, aparentemente provenientes de Huejotzingo, perteneciendo las demás a Xicohténcatl el Viejo de Tizatlán, Maxixcatzin de Ocotelulco, Tlahuexolotzin de Tepeticpac y Tecapacaneca de Tepeyanco. En la segunda batalla, a la vista del poco éxito obtenido contra las filas españolas, se darían mutuas acusaciones de incompetencia entre Xicohténcatl el Joven y un capitán hijo de Chichimecatecuhtli, lo que ocasionó la pérdida de la autoridad del primero y la retirada en protesta del contingente del segundo. Después de que los mencionados señores de Tlaxcala acordaran aceptar la paz ofrecida por Cortés, Chichimecatecuhtli les acompañó al encuentro con el capitán español.

### Alianza hispano-tlaxcalteca
Después de la Noche Triste de julio de 1520, se encontró de nuevo entre los señores de Tlaxcala al recibir a Cortés de su desastroso retorno de Tenochtitlan, capital del imperio mexica. Desavenencias sucedieron esta vez por parte de Xicohténcatl el Joven, que pretendía asesinar a los españoles a cambio de paz con el nuevo emperador mexica Cuitláhuac, idea que ni su padre ni los demás notables respaldaban. Chichimecatecuhtli, a quien Díaz describe por este punto como enemigo político del Joven, lo oyó y comunicó al senado nativo, que ordenó prender al insurgente. Xicohténcatl el Joven trató de convencer a los señores de su idea, por lo cual fue defenestrado por los demás en un tumulto y apenas se salvó de ser condenado a muerte en el acto.
Tras la muerte de Maxixcatzin y la consolidación del contraataque sobre los mexicas, Chichimecatecuhtli fue colocado por Xicohténcatl el Viejo al frente de los 10.000 guerreros tlaxcaltecas que acompañaron a Cortés a la conquista de Tetzcuco, cuyo puerto lacustre utilizarían como base naval. También escoltó más tarde a los cargadores que traían la madera para ensamblar bergantines en Tetzcuco, acompañado de los principales Teulepile y Tiutical. En esto expresó su ofensa por encomendársele ponerse a la retaguardia del enorme convoy tras enlazar con las tropas de Gonzalo de Sandoval, pero cambió de idea al señalarse que aquella era la posición que solían atacar los incursores mexicas, además de la oportunidad de compartirla con el propio Sandoval, popular entre los tlaxcaltecas y además casado con la princesa Tolquequetzaltzin.
Más tarde, acompañó como lugarteniente a Cortés en la sumisión de Xaltocan, y aún en el establecimiento del cerco de Tenochtitlan. Para ello se había rehabilitado como capitán a Xicohténcatl el Joven, pero éste huyó presuntamente con objeto de dar un golpe de Estado en Tlaxcala y hacerse con el cacicazgo del propio Chichimecatecuhtli a sus espaldas. Cortés fue advertido y envió mensajeros al Joven, pero ante la negativa de éste a regresar, y habiendo recibido instrucciones por parte de su padre para ejecutarlo en caso de traición, le hizo ahorcar donde le hallaron. Por el contrario, Chichimecatecuhtli permaneció fiel a la causa de Cortés incluso tras la deserción de la mayoría de los aliados nativos en un arranque de superstición, por la que quedaron únicamente él, Hernando Ixtlilxóchitl y dos hijos de Xicohténcatl el Viejo con sus guardias personales. Los aliados tlaxcaltecas más tarde volverían traídos por Tecapaneca.
Durante el asedio, percibiendo una bajada en la moral de los españoles tras una escaramuza perdida en, Chichimecatecuhtli resolvió liderar un ataque con sus propias fuerzas para dar ejemplo. Internándose a sabiendas en una emboscada mexica por los puentes de Tenochtitlan, derrotó a sus oponentes y escapó de la celada gracias a un contingente de 400 arqueros que había apostado atrás para cubrurles  Tras la victoria completa sobre Tenochtitlan, Díaz recuerda que Chichimecatecuhtli y los demás capitanes nativos regresaron a sus tierras cargados de carne humana cecinada de los mexicas.